# Alfred de Croÿ-Dülmen
Pour les autres membres de la famille, voir Famille de Croÿ.
Alfred-François-Frédéric-Philippe de Croÿ (Aix-la-Chapelle (en allemand : Aachen), 22 décembre 1789 – Dülmen (Province de Westphalie), 14 juillet 1861), duc de Croÿ, prince du Saint-Empire et grand d'Espagne, est un homme politique du XIXe siècle.

## Biographie
Fils aîné d'Auguste Louis Philippe Emmanuel de Croÿ, Alfred-François-Frédéric-Philippe succéda à son père (octobre 1822) comme chef de la maison princière de ce nom, possesseur de la seigneurie de Dülmen, dans la Westphalie prussienne (laquelle comptait plus de 16 000 habitants) et dans de vastes propriétés en Belgique et en France, notamment la terre de « Croÿ » en Picardie (Crouy-Saint-Pierre, Somme), érigée en duché le 4 juillet 1598.
Il fut appelé, la même année, à remplacer son père à la Chambre des pairs, par droit héréditaire, mais il siégea pas au Luxembourg.
Il fut nommé, en 1824, membre héréditaire du collège des princes au parlement provincial de Westphalie (de), et, en 1847 membre de « l'ordre des seigneurs de la diète réunie de Prusse ».
Alfred de Croÿ, qui était chevalier de l'ordre de Saint-Hubert de Bavière, fut compris au nombre des princes médiatisés auxquels le titre d'Altesse sérénissime a été accordé héréditairement par diplôme de l'empereur d'Autriche, du 9 septembre 1825.
Le duc Alfred de Croÿ-Dülmen a sauvé le cheval de Dülmen, un mélange entre chevaux sauvages et féraux.

## Récapitulatifs

### Titres
- 10e Duc de Croÿ[5],
- Prince du Saint-Empire[6],
- Comte de Dülmen (nl)[6],
- Grand d'Espagne de la 1re classe[6],
- Pair de France :
  - Par droit héréditaire,
  - octobre 1822 - juillet 1830.

### Décorations
| Chevalier de l'ordre de Saint-Hubert de Bavière |

- Chevalier de l'ordre de Saint-Hubert de Bavière[6].

### Armoiries
Écartelé : au 1 et 4, contr’écartelé : d’argent à trois fasces de gueules (Croy) et d’argent à trois doloires de gueules (Renty) ; au 2, d’Albret (écartelé de France et de gueules plein) sur le tout de Bretagne (d’hermine plein) ; au 3 écartelé d’or au lion de sable (Flandres) et losangé d’or et de gueules (Craon). Sur le tout écartelé de Croy et de Renty.

## Ascendance & postérité
- Fils aîné d'Auguste Louis Philippe Emmanuel de Croÿ (1765-1822) et d'Anne-Victurnienne-Henriette de Rochechouart de Mortemart (Paris, 7 mai 1773 - Dülmen, 10 juillet 1806), fille de Victurnien-Jean-Baptiste de Rochechouart, duc de Mortemart, pair de France, alors brigadier des armées du roi et mestre-de-camp du régiment de Lorraine-infanterie, et d'Anne-Catherine-Gabrielle d'Harcourt de Lillebonne, le duc de Croÿ a épousé, le 21 juillet 1819, Éléonore (1794-1871), princesse de Salm-Salm, fille de Constantin Alexandre-Joseph (de) (1762-1828), prince de Salm-Salm, de Bocholt, d'Anholt et du Saint-Empire, duc de Hoogstraten, et de Marie-Walpurge, comtesse de Sternberg. De ce mariage sont issus[8]  :
  - Léopoldine-Auguste-Jeanne-Françoise (9 août 1821 - 26 mai 1907), princesse de Croÿ, mariée, le 13 juillet 1841 à Dülmen, avec son cousin germain le prince Emmanuel de Croÿ-Solre (1811-1865), dont postérité ;
  - Marie-Éléonore, princesse de Croy, née le 8 avril 1820, morte en i8aa ;
  - Rodolphe-Maximilien-Louis-Constantin (en allemand : Rudolf Maximilian Constantin) (Dülmen (Westphalie) 13 mars 1823 - Cercle nautique de Cannes, 8 février 1902), 11e duc de Croÿ, marié
∞ (1°) le 15 septembre 1853 à Belœil (Belgique), avec Nathalie, princesse de Ligne (1835-1863),
∞ (2°) le 22 septembre 1884 avec sa cousine Marie Eleonore (« de Ossuna ») zu Salm-Salm (1842-1891).
Il eut de son premier mariage :
    - (1°) Isabelle, princesse de Croÿ (Dülmen, 27 février 1856 - Budapest, 5 septembre 1931), mariée, le 8 octobre 1878 au château de l'Hermitage (à Condé-sur-l'Escaut), avec l’archiduc Frédéric d'Autriche (1856-1936), duc de Teschen, dont postérité ;
    - (1°) Clémentine Ferdinande Anne (Dülmen, 9 juillet 1857 - Houtaing-lez-Leuze, 3 août 1893), mariée, le 11 mai 1880 à Dülmen, avec Adhémar d'Oultremont (1845-1910), dont postérité
    - (1°) Karl Alfred Ludwig Rudolf (Bruxelles, 29 janvier 1859 - Karapancsa (hu) (Hongrie), 28 septembre 1906), 12e duc de Croÿ (12e), marié à Bruxelles le 25 avril 1888 avec la princesse Ludmilla von Arenberg (1870-1953), dont :
      - Postérité : 1re branche allemande

    - (1°) Natalie Hedwig Constance Henriette (Trazegnies, 14 juillet 1863 - Düren, 2 septembre 1957), mariée à Dülmen le 4 septembre 1883, avec Henri, comte de Mérode-Westerloo (1856-1908), prince de Grimberghe, de Rubempré et d'Everberghe, député de Bruxelles, ministre belge des Affaires étrangères, président du Sénat belge, dont postérité ;

  - Alexis-Guillaume-Zéphyrin-Victor (13 janvier 1825 - 20 août 1898), prince de Croÿ, marié avec sa cousine Franziska zu Salm-Salm (1833-1908), dont :
    - Postérité : Branche de Bohême ;

  - Emma (26 juin 1826 - Paris, 7 janvier 1909), princesse de Croÿ
  - Georges Victor (30 juin 1828 - Paris, 15 avril 1879), marié, le 22 janvier 1862 à Paris, avec Marie-Hélène Louise de Durfort Civrac de Lorge (1841-1910), dont :
    - Postérité : Branche française, dont : Louis Guillaume Lorenz Victor (L'Hermitage, 21 septembre 1862 - Paris, 28 mai 1931), marié le 24 novembre 1887 avec Hortense Eugénie de l'Espine (Paris, 25 février 1867 - 27 août 1932) ;

  - Anne Françoise (Dülmen, 24 janvier 1831 - Igy (Tyrol) 2 juillet 1887), princesse de Croÿ-Dülmen, mariée le 30 juillet 1864 à Dülmen, avec Hippolyte Guigues de Moreton, comte de Chabrillan (1828-1900), Saint-Cyr (1846-1848), officier, conseiller général de Saône-et-Loire, dont postérité ;
  - Berthe (Dülmen, 12 mai 1833 - Drensteinfurt, 7 février 1906), mariée le 16 avril 1863 à Düsseldorf, avec Ignaz von Landsberg-Velen (1830-1915), dont postérité ;
  - Gabrielle (Dülmen, 5 janvier 1835 - Lucerne, 22 septembre 1905), mariée le 28 janvier 1874 à Dülmen, avec Ludovic (1827-1904), prince de Polignac)